# リア (ドイツの歌手)
リア（LEA, 本名：リア・マリー・ベッカー Lea-Marie Becker, 1992年7月9日 - ）は、ドイツ・ヘッセン州カッセル生まれのドイツ人シンガーソングライター。LEA、Lea-Marieのステージネームでの活動で知られている。名前は「リー」、「レア」と発音されることもある。

## 略歴
音楽療法士の娘としてドイツのヘッセン州カッセルに生まれる。カッセルのジェイコブグリム学校でアビトゥーア（大学進学試験）に合格する。
2007年12月、15歳の時から彼女はピアノを使った歌の動画をLea-Marieのアカウント名でYouTubeに投稿し始めている。「Wo ist die Liebe hin（Where's the love gone）」は280万回以上、「Wohin Willst Du（Where do you want to go）」（後にシングルとして発売）は320万回以上再生されている（2020年8月現在）。
カッセルの学校を卒業後、彼女はアルゼンチンで半年間過ごし、児童施設で働いた。その時の経験が後の音楽活動に役立ったという。その後、彼女はハノーファーで音楽と児童に関する特殊教育を学んだ。
彼女の曲の多くは愛、友情、孤独、自身の内面の独白をテーマにしている。

## 音楽活動
2008年頃、YouTubeでの投稿が話題になると、数社のレコード会社が彼女に契約を打診した。しかし、自分の音楽が短期的に消費されることを望まなかったため、レコード会社とは契約せずに学業を優先した。2012年にハノーファーに移住し、音楽と社会教育を学んでいる頃にもTVへのキャスティングやタレントショーへの参加の申し出を受けたがそれを断っていた。2013年頃からハノーファーでライブ活動を行い、音楽経験を増やしていった。なお、初のTV出演は、2018年のドイツ人歌手Mark Forsterのエコー賞受賞の際のバックアップシンガーの仕事であった。
2015年、ドイツの有名女優ヒルデガルト・クネフの生誕90周年を祝うコンピレーションカバーアルバム『Für Hilde（For Hilde）』に「So hat alles seinen Sinn（So everything makes sense）」の楽曲で参加する。
2016年にFour Musicレーベルからデビューアルバム『Vacuum』をリリース、Youtubeでのヒットから約8年後の遅いデビューとなった。しかし、本作はチャートインすることはできなかった。
2017年7月、ドイツのDJデュオGestört aber GeiLとのコラボレーションシングル「Wohin willst du（Where do you want to go）」をリリース。過去のYoutubeへの投稿曲でもある本曲は20万枚以上を売上げ、ドイツのチャートで11位、オーストリアで43位を記録し、ゴールド認定を受けた。続く、9月に発売したシングル「Leiser（Quieter）」13位を記録し、その後40万枚以上を売上げ、プラチナ認定を受けた。
2018年、シングル「Zu dir（To You）」、「Immer wenn wir uns sehn（Whenever we see each other）」はどちらも20万枚以上を売上げ、ゴールド認定を受けた。
2018年9月、2枚目のアルバム『Zwischen meinen Zeilen』をリリース。先行シングルのヒットもあり、アルバムチャートで6位を記録する。
2019年9月ラッパーのCapital BraとSamraと共演したシングル「110」はドイツのシングルチャートで1位を記録、年間シングルチャートでも14位になるヒットとなった。
2020年5月、3枚目のアルバム『Treppenhaus』をリリース、ドイツアルバムチャートで5位を記録する。

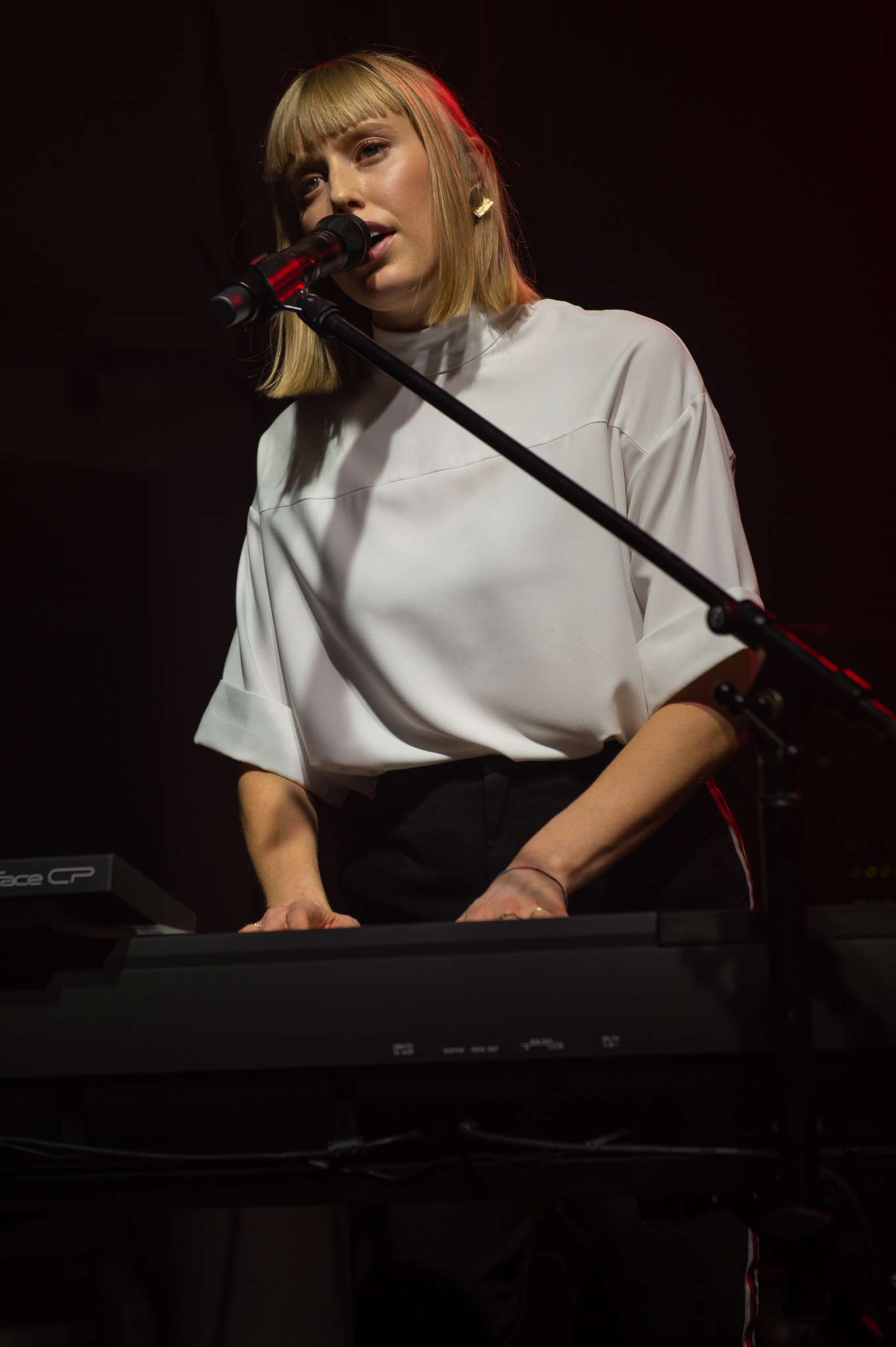
2019年のコンサート

2020年6月、ドイツのリアリティ音楽番組「Sing meinen Song – Das Tauschkonzert（Sing my song - the exchange concert）」の第7シーズンに参加した。番組のコンピレーションCDは、ドイツ、オーストリア、スイスの3か国で1位を獲得した。
2021年11月、4枚目のアルバム『Fluss』をリリース。

## 作品

### アルバム
| タイトル                                                                          | リリース            | レーベル   | 最高位 | 最高位 | 最高位 |
| タイトル                                                                          | リリース            | レーベル   | GER    | AUT    | SWI    |
| --------------------------------------------------------------------------------- | ------------------- | ---------- | ------ | ------ | ------ |
| Vakuum                                                                            | - 22 April 2016     | Four Music | —      | —      | —      |
| Zwischen meinen Zeilen                                                            | - 14 September 2018 | Four Music | 6      | 53     | 35     |
| Treppenhaus                                                                       | - 29 May 2020       | Four Music | 5      | 7      | 6      |
| Fluss                                                                             | - 5 November 2021   | Four Music | 6      | 6      | 7      |
| "—" denotes a recording that did not chart or was not released in that territory. |                     |            |        |        |        |

### EP
| 年     | タイトル                          | 順位 | 備考 |
| ------ | --------------------------------- | ---- | ---- |
| 2019年 | 『Zwischen meinen Zeilen – Live』 |      |      |

### コンピレーション
| 年     | タイトル                                         | 順位 | 備考 |
| ------ | ------------------------------------------------ | ---- | ---- |
| 2015年 | 『Für Hilde』                                    |      |      |
| 2020年 | 『Sing meinen Song - Das Tauschkonzert, Vol. 7』 | 1位  |      |

### シングル
| 年   | タイトル 収録アルバム                          | チャート順位 | チャート順位 | チャート順位 | 発売日                                    |
| 年   | タイトル 収録アルバム                          | ドイツ       | オーストリア | スイス       | 発売日                                    |
| ---- | ---------------------------------------------- | ------------ | ------------ | ------------ | ----------------------------------------- |
| 2017 | Wunderkerzenmenschen Zwischen meinen Zeilen    | —            | —            | —            | 10. März 2017                             |
| 2017 | Leiser Zwischen meinen Zeilen                  | 13 (29 Wo.)  | 41 (7 Wo.)   | 36 (3 Wo.)   | 22. September 2017 売上: + 400.000        |
| 2018 | Zu dir Zwischen meinen Zeilen                  | 54 (21 Wo.)  | —            | —            | 22. Juni 2018 売上 + 200.000              |
| 2018 | Immer wenn wir uns sehn Zwischen meinen Zeilen | 16 (32 Wo.)  | 59 (8 Wo.)   | —            | 17. August 2018 売上 + 200.000; mit Cyril |
| 2019 | Halb so viel Zwischen meinen Zeilen            | —            | —            | —            | 8. Februar 2019                           |
| 2019 | 110 (Prolog) Treppenhaus                       | 43 (10 Wo.)  | —            | 80 (1 Wo.)   | 18. Oktober 2019                          |
| 2020 | Treppenhaus Treppenhaus                        | 18 (21 Wo.)  | 48 (13 Wo.)  | 96 (2 Wo.)   | 6. März 2020                              |
| 2020 | Okay Treppenhaus                               | 85 (2 Wo.)   | —            | —            | 15. Mai 2020                              |

### ミュージックビデオ
| 年     | タイトル                    | 監督              | 備考 |
| ------ | --------------------------- | ----------------- | ---- |
| 2017年 | 「Wunderkerzenmenschen」    | Ferdinand Kowalke |      |
|        | 「Wohin willst du」         | Sebastian Otto    |      |
| 2018年 | 「Zu dir」                  | Adam Janisch      |      |
|        | 「Immer wenn wir uns sehn」 | Niels Reinhard    |      |
| 2019年 | 「110」                     | Heiko Hammer      |      |
| 2020年 | 「Treppenhaus」             | Kai Stänicke      |      |
|        | 「Okay」                    | Calvin Müller     |      |
|        | 「7 Stunden」               | Calvin Müller     |      |